# Bobrava (Kursk)
|  | Per a altres significats, vegeu «Bobrava». |

Bobrava (en rus: Бобрава) és un poble de l'óblast de Kursk, a Rússia, que en el cens del 2010 tenia 537 habitants. Pertany al districte rural de Belovski.